# FK Liepāja
Futbola klubs Liepāja je lotyšský fotbalový klub sídlící ve městě Liepāja. Klub byl založen v roce 2014 po zániku FK Liepājas Metalurgs. Ve sportovní terminologii se tak jedná o tzv. Phoenix club.

## Umístění v jednotlivých sezonách
| Sezóny | Liga     | Úroveň | Z  | V  | R | P  | VG | OG | +/– | B  | Pozice |
| ------ | -------- | ------ | -- | -- | - | -- | -- | -- | --- | -- | ------ |
| 2014   | Virslīga | 1      | 36 | 21 | 3 | 12 | 72 | 45 | +27 | 66 | 4.     |
| 2015   | Virslīga | 1      | 24 | 15 | 7 | 2  | 48 | 23 | +25 | 52 | 1.     |
| 2016   | Virslīga | 1      | 28 | 12 | 6 | 10 | 38 | 31 | +7  | 42 | 4.     |